# Iz*One
Iz*One — (кор. 아이즈원; яп. アイズワン; ром. Aizuwan; стилизуется как IZ*ONE, читается как Айзуан) проектная южнокорейско-японская гёрл-группа, сформированная в 2018 году через реалити-шоу на выживание Produce 48, которая продвигалась 2,5 года. 
Группа состояла из 12 участниц: 9 корейских девушек из разных агентств и 3 девушек из японской айдол-группы AKB48. Дебют состоялся 29 октября 2018 года с мини-альбомом Color*Iz. По истечении контрактов группа была официально расформирована 29 апреля 2021 года.
IZ*ONE дебютировали 29 октября 2018 года с мини-альбомом Color*Iz. После своего выхода группа получила немедленный коммерческий успех, продав более 225 000 копий и достигнув 2-го места в чарте альбомов Южной Кореи Gaon. Кроме того, как альбом, так и его ведущий сингл «La Vie en Rose» вошли в чарты Billboard World Albums и World Digital Songs. Благодаря этому они получили звание «Артист года» на нескольких премиях, в том числе Golden Disc Awards и Seoul Music Awards.
Японский дебютный сингл группы, «Suki to Iwasetai», был выпущен 6 февраля 2019 года, под лейблом компании UMG EMI. Достигнув 2-го места в чарте синглов Oricon и с продажами более 250 000 копий, сингл был сертифицирован платиновым Ассоциацией звукозаписывающей промышленности Японии (RIAJ).
Группа находилась под управлением лейбла Off the Record Entertainment и Swing Entertainment в Южной Корее и EMI в Японии.
С момента своего дебюта в качестве IZ*ONE они выпустили два студийных альбома (один корейский и один японский), семь мини-альбомов (четыре корейских и три японских). Несмотря на первоначальные переговоры о продлении контракта, Mnet подтвердили 10 марта 2021 года, что группа официально будет расформирована в апреле.
29 апреля 2021 года группа была официально расформирована, в связи с истечением эксклюзивных контрактов участниц.

## Название
Название «IZ*ONE» было выбрано нетизенами через официальный сайт Produce 48 и подтверждено CJ E&M. «IZ» — нумероним числа 12, означающее 12 участниц. «ONE» переводится как «один», обозначает их объединение в одну группу. В итоге получается «12 в 1».
Звезда (*) между «IZ» и «ONE» обозначает знаки зодиака. Название фандома группы — WIZ*ONE («Визуан»).

## Карьера

### Основание группы
IZ*ONE была сформирована на реалити-шоу Produce 48, транслировавшегося с 15 июня по 31 августа на канале Mnet. Передача совместно создавалась франшизой Produce 101 и японской айдол-группой AKB48. Из 96 участниц шоу голосованием были выбраны 12 победительниц.
Перед Produce 48 несколько участниц уже были активны в музыкальной и развлекательной индустрии. В 2014 Хитоми дебютировала как участница AKB48. До дебюта в HKT48 Сакура появлялась в мюзикле Король Лев, организованном Shiki Theatre Company. В 2005 году Нако снялась в фильме Touch, основанном на одноимённой манге. в 2014 году Ынби дебютировала вместе с группой Ye-A под сценическом псевдонимом Ka-Zoo, но позже группа распалась. Хевон должна была стать участницей DayDay (дебют был отменён) и The Ark (Хевон покинула компанию). Чеён, вместе со своей сестрой Черён, участвовала в реалити-шоу K-pop Star 3 на телеканале SBS и в шоу SIXTEEN от JYP Entertainment, транслировавшемся на телеканале Mnet, в итоге, в 2017 году Чеён покинула JYP Entertainment и присоединилась к WM Entertainment, а Черён осталась стажироваться в JYP и в 2019 году дебютировала в группе Itzy. В 2017 Юри участвовала в реалити-шоу на выживание Idol School на телеканале Mnet, где она заняла 15 место. Минджу была актрисой, её самый выдающийся сериал — Temped, где она играла роль Чхве Суджи, транслировался на телеканале MBC. Юджин была моделью для бренда линз Acuvue и снималась в рекламе.
Японские участницы взяли перерыв в своих группах, чтобы сфокусироваться на деятельности в IZ*ONE.
В сентябре 2018 года Off the Record Entertainment объявили, что они берут ответственность за IZ*ONE на себя. До этого момента IZ*ONE должны были дебютировать под лейблами Stone Music Entertainment и Pledis Entertainment.

### 2018: Дебют с Color*Iz

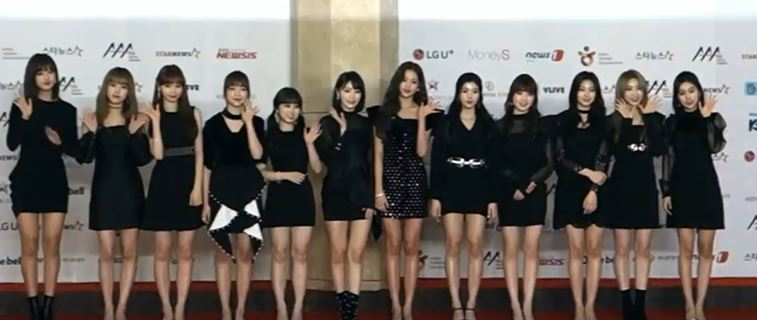
IZ*ONE на премии «Asia Artist Awards», декабрь 2018

29 октября в 18:00 по Сеульскому времени на YouTube-канале Stone Music Entertainment был опубликован клип на заглавную песню альбома Color*Iz «La Vie en Rose». Билеты на их дебютный концерт под названием «COLOR*IZ Show-Con» были распроданы уже через минуту. В первый же день выхода было распродано целых 34 тысячи копий альбома, установив рекорд в самое большое количество продаж в течение 24 часов среди дебютных альбомов женских групп. Клип «La Vie en Rose» за 24 часа набрал 4,5 миллионов просмотров, установив рекорд самого большого числа просмотров дебютного клипа за первые 24 часа среди жанра K-Pop, обогнав Wanna One. 8 ноября IZ*ONE выиграли на музыкальном шоу M Countdown, установив рекорд самой быстрой победы на телешоу после дебюта (10 дней).
10 декабря IZ*ONE выиграли премию «Лучшие начинающие артистки» на церемонии награждения Mnet Asian Music Awards.
6 декабря Off the Record Entertainment объявили о том, что IZ*ONE подписали контракт с японским звукозаписывающим лейблом EMI Records. Японский дебют состоялся 6 февраля 2019 года.
15 декабря Сакура и Нако вылетели в Японию ради участия в концерте HKT48 в честь 8-летия группы, но как участницы IZ*ONE, дабы избежать слухов.

### 2019: Японский дебют сSuki to Iwasetai,Heart*Iz, сольный концерт и приостановка деятельности

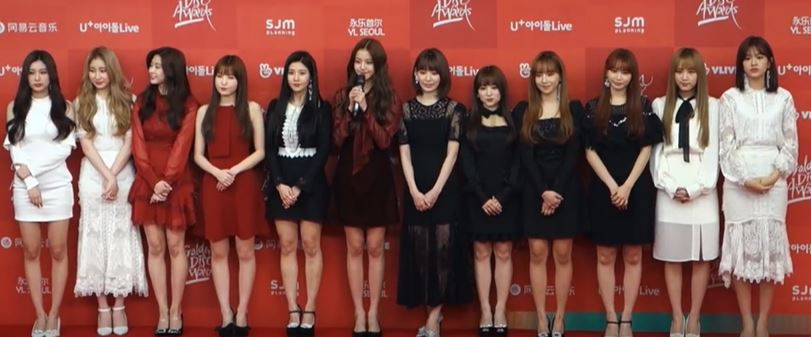
IZ*ONE на премии «Golden Disc Awards», в январе 2019 года

5 января 2019 года IZ*ONE выиграли премию для «Новичков года» на «Golden Disc Awards», 15 января — «Награду для нового артиста» на Seoul Music Awards.
20 января IZ*ONE провели шоукейс японского дебюта с «Suki to Iwasetai» в Japan Tokyo Dome City Hall. 6 февраля был выпущен клип на песню «Suki to Iwasetai» на YouTube канале IZ*ONE, который набрал 5 миллионов просмотров за неделю. Песня заняла вторую строчку на японских чартах Oricon.
9 марта английский ди-джей и продюсер Джонас Блу выпустил новую версию своего сингла 2018 года Rise", в котором участвовали IZ*ONE. 1 апреля группа выпустила свой второй мини-альбомом, Heart*Iz, с «Violeta» в качестве ведущего сингла альбома. Heart*Iz был продан тиражом более 132 109 копий в первую неделю, что стало новым рекордом для женских групп.
7-9 июня IZ*ONE провели свой первый сольный концерт под названием «Eyes On Me» на стадионе Jamsil Indor Stadium в Сеуле. После того, как все билеты на первые два концерта были распроданы, к ним добавилась еще одна концертная дата — 7 июня.
25 сентября IZ*ONE выпустили свой третий японский сингл под названием «Vampire».
11 ноября группа должна была выпустить свой первый полноформатный альбом Bloom*Iz. Тем не менее, выпуск был отложен из-за расследования манипулирования голосов на шоу Produce 101 от Mnet. Кроме того, шоукейс, промоушен и несколько приглашенных гостей IZ*ONE были отменены и приостановлены, что также включало выпуск их концертного фильма «Eyes on Me: The Movie». 28 ноября японский промоушен IZ*ONE также был приостановлен

### 2020–2021: Возвращение сBloom*Iz,Oneiric Diary,Twelve,One-reeler, последний концерт и расформирование
6 января 2020 года компания CJ ENM и группа достигли соглашения о возобновлении деятельности. 17 февраля группа выпустила свой первый студийный альбом Bloom*Iz. 23 февраля Bloom*Iz побил текущий рекорд продаж гёрл-групп первой недели на Hanteo с 356 313 копиями, проданными за первые 7 дней; будучи также первой группой в истории Hanteo, превзошедшей отметку в 300 000 проданных копий. Первая победа IZ*ONE с заглавной песней «Fiesta» состоялась на The Show 25 февраля.
12 мая было объявлено, группа вернется летом и вместе с третьим сезоном своего реалити-шоу Iz*One Chu. 19 мая было подтверждено, что 15 июня группа выпустит свой третий мини-альбом Oneiric Diary. 15 июня компания объявила, что выпуск музыкального видеоклипа будет перенесен на 16 июня, а видео с выступлением и альбом будут выпущены в соответствии с указанным исходным графиком. Группа провела презентацию своего альбома на втором канале Mnet M2. Oneiric Diary продал более 510 000 копий альбома на Gaon и 6 августа получил сертификат Double Platinum, что сделало его первым альбомом женской группы в Южной Корее, сделавшим это наряду с альбомом Twice More & More, который был сертифицирован в тот же деньcampssarve.
13 сентября IZ*ONE провели свой первый сольный онлайн-концерт под названием «Oneiric Theater».
21 октября IZ*ONE выпустили первый японский студийный альбом Twelve.
10 ноября было объявлено, что IZ*ONE вернутся в декабре. 7 декабря группа выпустила четвёртый мини-альбом One-reeler / Act IV, с заглавным синглом «Panorama».
26 января IZ*ONE выпустили первый цифровой сингл «D-D-Dance», в сотрудничестве с платформой UNIVERSE. 29 декабря 2020 года было объявлено, что IZ*ONE (Квон Ынби, Мияваки Сакура, Ким Минджу, Чо Юри, Чан Вонён) певица Сою и рэпер pH-1 примут участие в кампании «2021 PEPSI X STARSHIP K-POP CAMPAIGN», которая была приравнена к съёмкам рекламы нового вкуса Pepsi в Корее. 
15 февраля 2021 года на официальном YouTube-канале Starship Entertainment вышел клип на специальную рекламную песню «Zero:Attitude».
11 февраля группа объявила, что проведет свой онлайн-концерт под названием «One, The Story» 13 и 14 марта.
29 апреля IZ*ONE официально распались после окончания их контракта. Когда было объявлено о роспуске группы, официальная фанатская база группы, WIZ*ONE, начали прoект под названием «Parallel Universe» 21 апреля, пытаясь предотвратить распад группы. Название «Parallel Universe» было выбрано в честь песни с тем же названием, которая была выпущена во время концерта The Story. Проект собрал 1 000 000 000 йен (примерно 900 000 долларов США), ее цель финансирования, но, несмотря на поддержку всего сообщества WIZ*ONE, проект провалился, и IZ*ONE расформировались, как и планировалось.
19 июня CJ ENM подтвердили, что ведутся переговоры о возможном перезапуске группы в консультации с агентствами, в которых состоят участницы. Несмотря на первоначальные обсуждения ре-дебюта, перезапуск группы сорвался 6 июля, и повторный дебют группы был отменен.

## Дальнейшая деятельность
15 мая 2021 года Мияваки Сакура подтвердила свой выпуск из HKT48, объявив о прощальном концерте, который состоялся 19 июня. Ябуки Нако и Хонда Хитоми вернулись в AKB48.
24 августа Квон Ынби дебютировала сольно с первым мини-альбомом Open.
Кан Хевон дебютировала как актриса в 3 сезоне вэб-дорамы Best Mistake. 22 декабря она выпустила свой первый специальный зимний альбом под названием W.
Чо Юри дебютировала сольно 7 октября с сингловым-альбомом Glassy.
Ан Юджин и Чан Вонён 1 декабря дебютировали в новой женской группе Starship Entertainment — IVE.
Чхве Йена дебютировала сольно 17 января 2022 года с мини-альбомом Smiley.
Мияваки Сакура и Ким Чэвон дебютировали 2 мая 2022 года в составе женской группы Le Sserafim.
Ли Чэён дебютировала сольно 12 октября 2022 года с мини-альбомом Hush Rush.

## Участницы
| Ранг | Настоящее имя | Настоящее имя  | Дата рождения | Позиция в группе                                        | Агентство              | Нынешняя деятельность                         | Официальный цвет  |
| Ранг | Русский       | Хангыль/Кандзи | Дата рождения | Позиция в группе                                        | Агентство              | Нынешняя деятельность                         | Официальный цвет  |
| ---- | ------------- | -------------- | ------------- | ------------------------------------------------------- | ---------------------- | --------------------------------------------- | ----------------- |
| 7    | Квон Ын Би    | 권은비         | 27.09.1995    | Лидер, главный танцор, ведущая вокалистка               | Woollim Entertainment  | Сольная певица                                | Фиолетовый        |
| 2    | Сакура        | 宮脇 咲良      | 19.03.1998    | Саб-вокалистка, саб-рэпер, вижуал                       | EMI Records Japan      | HKT48 (выпустилась 19 июня 2021), Le Sserafim | Пастельно-розовый |
| 8    | Кан Хе Вон    | 강혜원         | 05.07.1999    | Ведущий рэпер, саб-вокалистка, вижуал                   | 8D Entertainment       | Сольная певица, актриса                       | Коралловый        |
| 4    | Чхве Йе На    | 최예나         | 29.09.1999    | Главный рэпер, ведущая вокалистка, ведущий танцор       | Yuehua Entertainment   | Сольная певица                                | Жёлтый            |
| 12   | Ли Чэ Ён      | 이채연         | 11.01.2000    | Главный танцор, ведущая вокалистка, ведущий рэпер       | WM Entertainment       | Сольная певица                                | Голубо-мятный     |
| 10   | Ким Чхэвон    | 김채원         | 01.08.2000    | Ведущая вокалистка, ведущий танцор                      | Woollim Entertainment  | Le Sserafim                                   | Мятный            |
| 11   | Ким Мин Джу   | 김민주         | 05.02.2001    | Ведущий рэпер, саб-вокалистка, вижуал                   | Urban Works Media      | Актриса                                       | Белый             |
| 6    | Ябуки Нако    | 矢吹奈子       | 18.06.2001    | Саб-вокалистка                                          | EMI Records Japan      | HKT48                                         | Небесно-голубой   |
| 9    | Хонда Хитоми  | 本田仁美       | 06.10.2001    | Ведущий танцор, саб-вокалистка, саб-рэпер               | AKS                    | AKB48 (выпустилась 26 января 2024)            | Бежевый           |
| 3    | Чо Ю Ри       | 조유리         | 22.10.2001    | Главная вокалистка                                      | WAKE ONE Entertainment | Сольная певица                                | Оранжевый         |
| 5    | Ан Ю Джин     | 안유진         | 01.09.2003    | Ведущая вокалистка, ведущий танцор.                     | Starship Entertainment | Ive                                           | Синий             |
| 1    | Чан Вон Ён    | 장원영         | 31.08.2004    | Ведущий танцор, саб-вокалистка, саб-рэпер, центр, макнэ | Starship Entertainment | Ive                                           | Розовый           |

## Дискография

### Корейские альбомы

#### Студийные альбомы
- Bloom*Iz (2020)

#### Мини-альбомы
- Color*Iz (2018)
- Heart*Iz (2019)
- Oneiric Diary (2020)
- One-reeler / Act IV (2020)

### Японские альбомы

#### Студийные альбомы
- Twelve (2020)

## Фильмография

### Фильмы
| Год  | Название              | Роль      | Ссылка        |
| ---- | --------------------- | --------- | ------------- |
| 2020 | Eyes on Me: The Movie | Сами себя | [ 50 ] [ 75 ] |

### Реалити-шоу
| Год  | Название                      | Канал        | Примечания           |  |
| ---- | ----------------------------- | ------------ | -------------------- |  |
| 2018 | Produce 48                    | Mnet         | Пре-дебютное шоу     |  |
| 2018 | IZ*One Chu                    | Mnet         | Дебютное реалити шоу |  |
| 2019 | IZ*One’s First Steps in Japan | Abema TV     | Японский пре-дебют   |  |
| 2019 | IZ*One City                   | Pooq         |                      |  |
| 2019 | IZ*One Chu — Secret Friend    | Mnet         |                      |  |
| 2020 | Iz*One Chu – Fantasy Campus   | Mnet         | [ 76 ]               |  |
| 2020 | Iz*One Eat-ing Trip           | U+ Idol Live | [ 77 ]               |  |
| 2020 | Iz*One Chu – ON:TACT          | Mnet         | [ 78 ]               |  |
| 2021 | Iz*One Eat-ing Trip 2         | U+ Idol Live | [ 79 ]               |  |
| 2021 | Fantastic I*z: Hidden School  | Universe     | [ 80 ]               |  |
| 2021 | Iz*One Eat-ing Trip 3         | U+ Idol Live |                      |  |

## Награды и номинации

### Церемонии награждения
| Год  | Категория                             | Номинант           | Результат          | Результат                       |
| ---- | ------------------------------------- | ------------------ | ------------------ | ------------------------------- |
| 2018 | Asia Artist Awards                    | Asia Artist Awards | Asia Artist Awards | Asia Artist Awards              |
| 2018 | Новички года — Музыка                 | IZ*ONE             | Победа             | [ 81 ]                          |
| 2018 |                                       |                    |                    |                                 |
| 2018 | Melon Music Awards                    |                    |                    |                                 |
| 2018 | Лучший новый артист                   | IZ*ONE             | Номинация          | [ 82 ]                          |
| 2018 |                                       |                    |                    |                                 |
| 2018 | Mnet Asian Music Awards               |                    |                    |                                 |
| 2018 | Лучший новый женский артист           | IZ*ONE             | Победа             | [ 27 ]                          |
| 2018 | Артист года                           | IZ*ONE             | Номинация          | [ 27 ]                          |
| 2018 | Новый артист Азии                     | IZ*ONE             | Победа             | [ 27 ]                          |
|      |                                       |                    |                    |                                 |
| 2019 | Golden Disc Awards                    | Golden Disc Awards | Golden Disc Awards | Golden Disc Awards              |
| 2019 | Новички года — альбом                 | IZ*ONE             | Победа             | [ 31 ]                          |
| 2019 | Награда популярности                  | IZ*ONE             | Номинация          | [ 31 ]                          |
| 2019 | Самая популярная K-Pop звезда NetEase | IZ*ONE             | Номинация          | [ 31 ]                          |
| 2019 |                                       |                    |                    |                                 |
| 2019 | Seoul Music Awards                    |                    |                    |                                 |
| 2019 | Награда нового артиста                | IZ*ONE             | Победа             | [ 32 ]                          |
| 2019 | Награда популярности                  | IZ*ONE             | Номинация          | [ 32 ]                          |
| 2019 | Специальная награда Халлю             | IZ*ONE             | Номинация          | [ 32 ]                          |
| 2019 |                                       |                    |                    |                                 |
| 2019 | V Live Awards                         |                    |                    |                                 |
| 2019 | Топ 5 новичков                        | IZ*ONE             | Победа             | [ 83 ]                          |
| 2019 |                                       |                    |                    |                                 |
| 2019 | Gaon Chart Music Awards               |                    |                    |                                 |
| 2019 | Новый артист года                     | IZ*ONE             | Победа             | [ источник не указан 2344 дня ] |

## Концерты и туры
- Хейдланеры
- IZ*ONE 1st Concert «Eyes On Me» (2019)
- Шоукейсы
- Color*Iz Show-Con Showcase (2018)
- IZ*ONE Japan Debut Showcase 1st Single «Suki to Iwasetai» Release Commemoration Event (2019)
- Онлайн-концерты
- IZ*ONE 1st Online Concert «ONEIRIC THEATER» (2020)
- IZ*ONE 2nd Online Concert «One, The Story» (2021)